# Luis Islas
Luis Alberto Islas Ranieri (Buenos Aires, 22 de dezembro de 1965) é um ex-futebolista e treinador de futebol argentino que jogava como goleiro. Atualmente treina o  Sol de Mayo.

## Carreira
Conhecido como El Loco por seu temperamento explosivo, Islas foi revelado pelo Chacarita Juniors em 1982, fazendo sua estreia profissional aos 16 anos, contra o Banfield. Suas atuações pelo clube Funebrero chamaram a atenção do Estudiantes, que o contratou em 1983. Jogou 107 partidas até 1986, sendo campeão nacional em sua primeira temporada pelos Pincharratas. Em 1986, assinou com o Independiente durante a Copa do México, estreando em julho do mesmo ano. Desavenças com o técnico Jorge Solari causaram a saída do goleiro em 1988, após 48 jogos.
Contratado pelo Atlético de Madri, não chegou a disputar nenhuma partida oficial pelos Colchoneros, que o emprestaram ao 
Logroñés, disputando 35 partidas e sendo eleito o melhor goleiro da primeira divisão espanhola. Em 1990 voltou ao Independiente, onde viveria o seu auge; em 4 temporadas, foram 141 partidas e 3 títulos (Torneio Clausura e Supercopa de 1994, além da Recopa Sul-Americana de 1995). Permaneceria no futebol argentino durante 2 anos, em rápidas passagens por Newell's Old Boys e Platense, rumando ao México em 1996 para defender o Toluca.
Voltaria novamente ao seu país natal em 1997, vestindo as camisas de Huracán e Tigre. Islas jogaria ainda por León e Talleres, antes de retornar pela segunda vez ao Independiente e encerrar a carreira em 2004, aos 38 anos.

## Carreira na Seleção
Islas estreou na Seleção Argentina com apenas 18 anos, e seu primeiro torneio com a Albiceleste foi a Copa de 1986, sendo convocado como reserva de Nery Pumpido. Disputou também duas edições da Copa América (1987 e 1989, também como suplente) e as Olimpíadas de 1988, primeiro torneio que a Argentina disputava com Islas titular da Albiceleste.
O goleiro chegou a renunciar às convocações de Carlos Bilardo às vésperas do Mundial de 1990, sediado pela Itália, pois o treinador não achava que Islas assumisse o gol argentino. Porém, era cotado para ser novamente um reserva ideal para Pumpido.
Com a lesão do titular no jogo contra Camarões, o escolhido para ser seu substituto foi Sergio Goycochea, reserva de Pumpido no River Plate, enquanto a FIFA autorizou uma convocação de um novo goleiro, sendo escolhido Ángel Comizzo, também do River (era o terceiro goleiro dos Millonarios). Tal atitude desagradou Islas, que só voltaria à Seleção em 1992, já sob o comando de Alfio Basile.
Mesmo sendo convocado com mais frequência, continuava sendo reserva de Goycochea. Mas a "vingança" de El Loco viria na Copa de 1994.
Goycochea e Islas seriam novamente convocados, porém, desta vez a titularidade tinha novo dono: o então jogador do Independiente ganharia a disputa com El Tapa Penales pela vaga no gol da Argentina. Mesmo com a Albiceleste se classificando para as oitavas-de-final, o desempenho de Islas no gol não foi satisfatório: seis gols sofridos, e a eliminação para a Romênia. Depois da competição, Islas anunciaria que não mais seria convocado para a Seleção, concentrando-se apenas em sua carreira por clubes.

## Titulos
Estudiantes
- Primera División Argentina (1): Nacional 1983

Independiente
- Primera División Argentina (1): Clausura 1994
- Supercopa Sul-americana (1): 1994
- Recopa Sul-americana (1): 1995

Argentina
- Copa do Mundo (1): 1986
- Copa das Confederações (1): 1992
- Copa América (1): 1993

Individual
- Mundial Sub-20: Bola de Bronze de 1983
- Prêmio Olímpia (1):  1992